# Сіліштя (Рунку, Димбовіца)
Сіліштя (рум. Siliștea) — село у повіті Димбовіца в Румунії. Входить до складу комуни Рунку.
Село розташоване на відстані 100 км на північний захід від Бухареста, 30 км на північ від Тирговіште, 54 км на південь від Брашова.

## Населення
За даними перепису населення 2002 року у селі проживали 835 осіб, усі — румуни. Усі жителі села рідною мовою назвали румунську.